# Entelodontidae
Die Entelodontidae sind eine ausgestorbene Gruppe der Schweineartigen (Suina), die vor 38 Millionen Jahren im späten Eozän in Asien erschien, später auch Europa und Nordamerika besiedelte und im frühen Miozän ausstarb.

## Merkmale

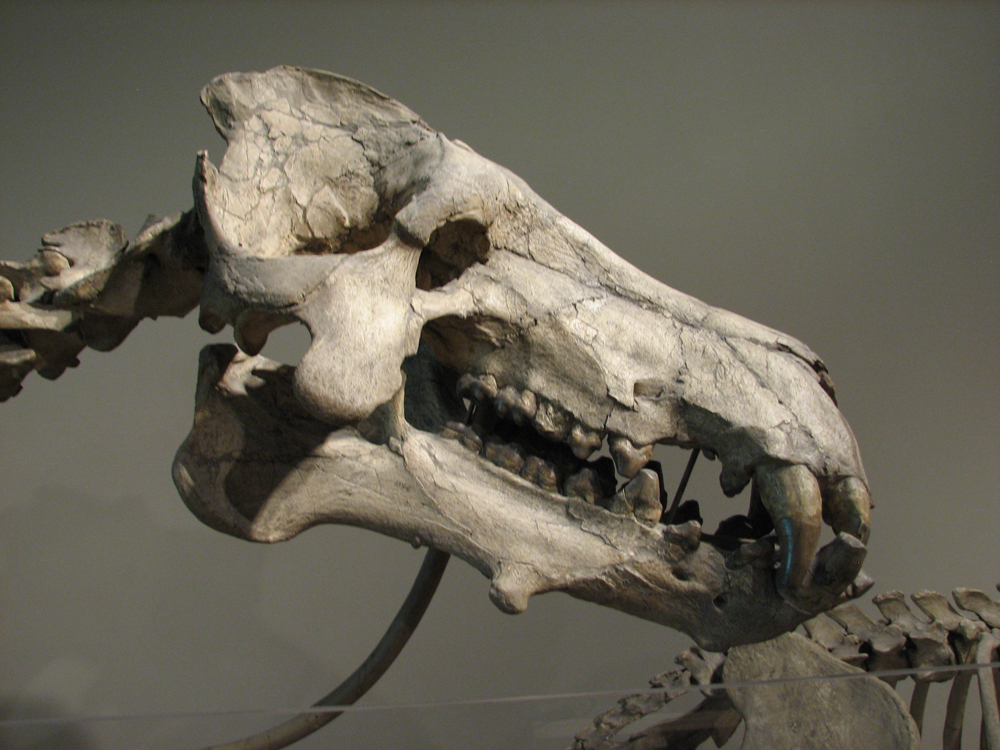
Schädel von Daeodon im Carnegie Museum of Natural History

Die Entelodonten hatten massige Körper mit großen, breiten und niedrigen Schädeln. Der Schädel der größten Formen, wie der europäische Entelodon und Archaeotherium aus Nordamerika konnte eine Länge von einem Meter erreichen. Die Brustwirbel hatten lange Dornfortsätze. Der Hals war kurz und robust, der Schwanz kurz. Entelodonten hatten eine vollständige, bunodonte und für Paarhufer untypische Bezahnung, die eher mit der der Condylarthra, Mesonychia und Arctocyonidae vergleichbar ist.
Von der Bezahnung leitet sich auch der wissenschaftliche Name der Gruppe ab
(griechisch ἐντελής entelḗs „vollständig“; ὀδών odṓn „Zahn“). Die bunodonte Bezahnung ist typisch für Allesfresser. Die Zahnformel ist 3-1-4-3/3-1-4-3.
Weitere Merkmale der Familie sind das seilrollenförmige Sprungbein, lange Beine und ein didactyler Fuß, bei dem das Körpergewicht auf den dritten und vierten Zehen ruhte. Der Jochbogen war durch einen knöchernen, ausschließlich durch das Jochbein gebildeten Auswuchs gekennzeichnet. Auch der Unterkiefer trug an der Unterseite mindestens ein Paar, öfter aber zwei Paare knöcherner Auswüchse.

## Systematik
Die Entelodonten haben wahrscheinlich einen gemeinsamen Vorfahren mit den Schweinen, der möglicherweise vor mehr als 38 Millionen Jahren in Asien lebte. Sie sind die Schwestergruppe der Suoidea (Echte Schweine und Nabelschweine). In die Überfamilie Entelodontoidea wurden früher neben den Entelodontidae auch die Achaenodontidae gestellt. Nach der Zuordnung von Achaenodon zu den Helohyidae ist sie jetzt monotypisch. Es gibt allerdings auch die Ansicht, dass die Entelodontidae zur gemeinsamen Gruppe der Wale und Flusspferde, die sogenannten Cetancodontamorpha, gehören und deren Schwestergruppe bilden.

## Gattungen

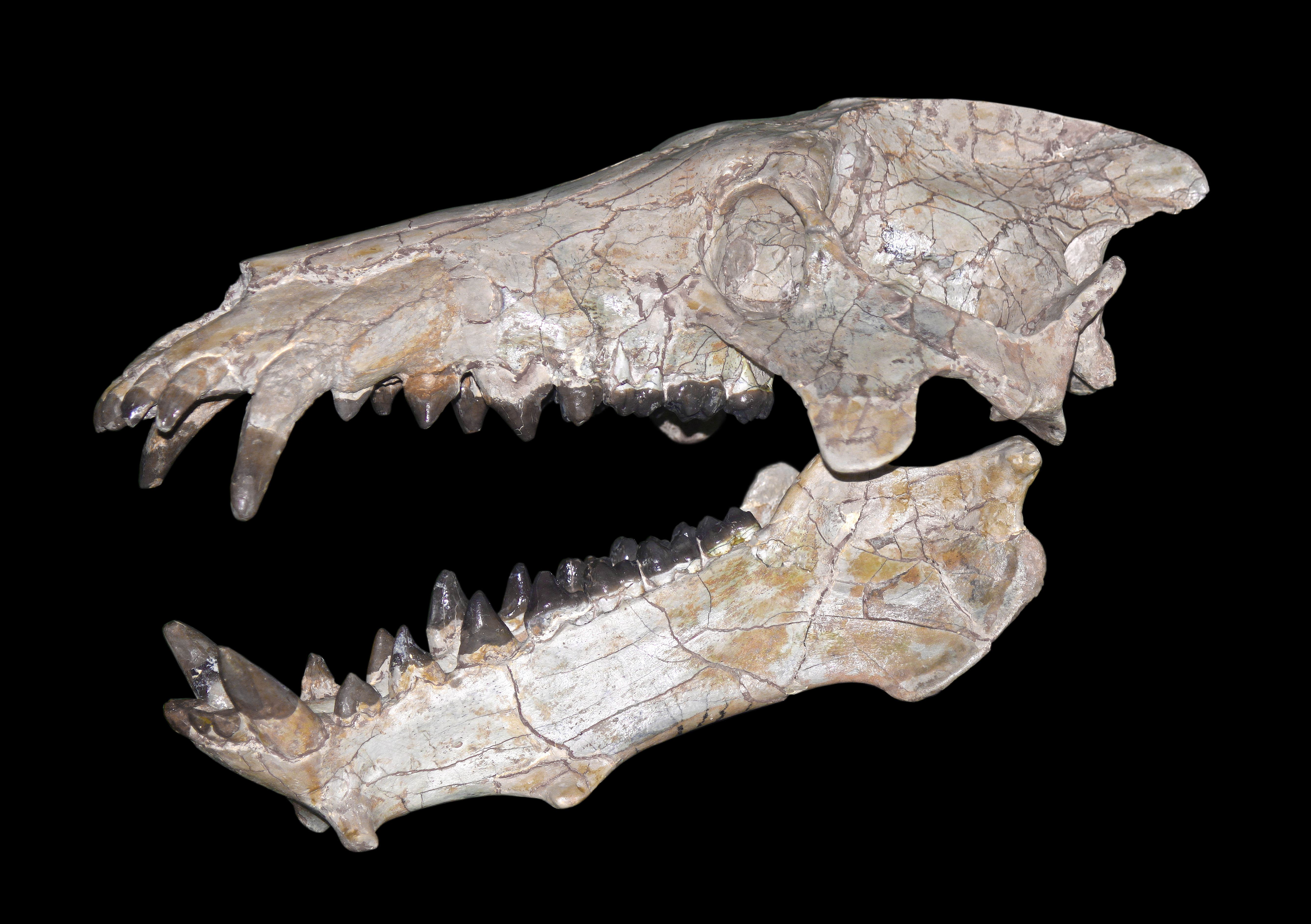
Schädel von Archaeotherium im Staatlichen Museum für Naturkunde Karlsruhe.

Insgesamt wurden in den letzten 155 Jahren 23 Gattungen und 56 Arten beschrieben. Von den Gattungen werden heute noch folgende als gültig betrachtet:
- Eoentelodon, spätes Eozän von China
- Entelodon, frühes Oligozän von Europa
- Brachyhyops, Eozän von New Mexico
- Cypretherium, Oligozän von Saskatchewan
- Archaeotherium, frühes Oligozän von Nordamerika
- Daeodon, Oligozän bis Miozän von Nordamerika
- Paraentelodon, Georgien, Kasachstan, China